# Чужья (деревня)
Чу́жья — деревня в Юрлинском районе Пермского края на р. Чужья (приток р. Коса), в 12 км от с. Юрла. Входит в состав Юрлинского сельского поселения.

## История
Деревня упоминается в исповедных росписях от 1811 года Емь-лопвинской (Юрлинской) церкви, Чужья принадлежит к приходу этой церкви.
В 1886 году наиболее зажиточные крестьяне деревни занимались травосеянием, разведением племенных жеребчиков, имели 2 молотилки, 3 сортировки-веялки. Жители деревни получали средства к существованию от земледелия. Подсобными заработками были скупка скота и переторжка им, перевозка хлеба по найму в северные волости уезда, Кайгородок и Кажимский завод и другие мелкие зароботки. В деревне находилось земская школа, торговая лавка, слесарное заведение, кузница и мукомольная мельница..

## Население
| 1869 | 1909 | 1926 | 1958 | 1979 | 1989 | 1998 | 2010 |
| ---- | ---- | ---- | ---- | ---- | ---- | ---- | ---- |
| 245  | 313  | 358  | 188  | 157  | 288  | 230  | 183  |

## Экономика
Основные экономические отрасли: лесное хозяйство, розничная торговля. В 5 км к северу расположено охотничье хозяйство "Загарья", на огороженной площади в 10 гектаров разводятся кабаны, а также представлены другие домашние и дикие животные: пони, енот, росомаха, гуси, утки, курицы, цесарки, индюк, страус.

## Здравоохранение
Медицинскую помощь населению оказывает муниципальное учреждение здравоохранения «Юрлинская районная центральная больница».

## Образование
Чужьинская основная общеобразовательная школа, детский сад. Чужьинская  школа существует с 11 февраля 1896 года.

## Культура
Сельский клуб.

## Транспорт и связь
В 3 км от Чужьи проходит автомагистраль Пермь — Кудымкар — Гайны.
В Чужье присутствуют услуги стационарной телефонной связи, Интернет.